# امرالله موسوی
امرالله موسوی (زادهٔ ۱۳۳۳ در خمین) نمایندهٔ حوزهٔ انتخابیهٔ خمین در دورهٔ ششم مجلس شورای اسلامی بوده‌است.